# Verbivka, Kameanka
Verbivka (în ucraineană Вербівка) este o comună în raionul Kameanka, regiunea Cerkasî, Ucraina, formată numai din satul de reședință.

## Demografie
Componența lingvistică a comunei Verbivka
     Ucraineană (98,81%)
     Rusă (1,19%)
Conform recensământului din 2001, majoritatea populației comunei Verbivka era vorbitoare de ucraineană (98,81%), existând în minoritate și vorbitori de rusă (1,19%).